# Хомогенизација (металургија)
Хомогенизација се изводи се тако што се материјал загрева до 100 ° степени испод А4 температуре (1147 °). Ту се држи одређено време (некад и до 100 сати).
Код легираних челика у зависности од врсте легирајућих елемената дешава се да кад се материјал охлади има нехомоген хемијски састав. Створи се клица за раст чврсте фазе, најчешће су то атоми гвожђа и угљеника, али могу и неки легирајући елементи чији су атоми велики и споро дифундују. Због тога се образује дендрит.
Хомогенизацијом се обезбеђује време да се изврши дифузија свих великих атома (из веће концетрације у мању), и зато је брзина хлађења мала у пећи. Структура постаје хомогена, али зрно остаје велико, па се после ове обраде ради нормализација (а некад и две).
Спада у термичке обраде са фазном трансформацијом.